# Кардула, Зоран
Зоран Кардула (макед. Зоран Кардула; род. 1967, Крушево, Югославия) — современный македонский художник и дизайнер.

## Творчество
Зоран Кардуло известен своими интерпретациями социалистических символов некогда существовавшей Югославии. «Поскольку я вырос в этой стране, я хотел сделать что-то, что вернет старые добрые воспоминания. Югославия была известна развитой индустрией и многими успешными брендами, поэтому я сделал редизайн ее логотипов. Я пытался сделать что-то современное, утонченное, но также и то, что будет содержать самые важные и узнаваемые элементы бренда. К сожалению, многих заводов больше не существует, но я хотел бы представить вам высокоразвитый дизайн того времени. Я просто надеюсь, что я верну много хороших воспоминаний о тех замечательных временах».
В 2017 году художник опубликовал книгу «Гуш и Бах», созданную по словам его дочери Эрато, которая страдает от аутизма. Книга содержит 47 вымышленных слов Эрато, переведенных на 19 языков. Также к книге находится 47 иллюстраций, которые создали 33 автора.
В 2018 году в честь 8 марта Зоран создал серию изображений «Героини Югославии». В рамках проекта он сделал 91 портрет в стиле поп-арт, основываясь на рисунках Зденко Свирвича. Все героини — женщины, которые боролись с фашизмом во время войны.
В 2018 году Зоран открыл экспозицию в США, посвященную архитектуре Югославии 1948—1980 годов. По словам художника на выставке представлены «26 плакатов, посвященных уникальной архитектуре, которая осталась символом некогда великой страны».
В 2018 со 2 февраля по 1 марта прошла «Выставка без жюри» в Центре современной культуры Curva Pura (Рим, Италия). В экспозиции были представлены 40 работ, которые отражают ироничное и мужественное использование социалистических символов.
В 2019 году создал серию плакатов, изобразив современных американских супергероев в стиле советских агитационных плакатов.